# Superstar (film, 2012)
Pour les articles homonymes, voir Superstar.
Ne doit pas être confondu avec Superstar (film, 1999).
Pour plus de détails, voir Fiche technique et Distribution.
Superstar est un film français de Xavier Giannoli avec Kad Merad et Cécile de France, produit par Rectangle Productions et distribué par la société Wild Bunch. Il est librement adapté du roman L'Idole de Serge Joncour.
Le film, présenté en compétition officielle à la Mostra de Venise 2012, est sorti au cinéma le 29 août 2012 et a connu un échec commercial .

## Synopsis
Un ouvrier se rendant à son travail comme tous les matins se retrouve tout d'un coup et à son insu sous les feux des projecteurs de télévision et sur les réseaux sociaux. Il est « l'homme qui ne voulait pas être célèbre », et se pose très vite deux questions angoissantes et essentielles : « Pourquoi ? » et « Comment en sortir ? ». Il tente maladroitement de trouver les réponses à l'aide d'une jeune journaliste qui l'exhibe à la télévision et la situation va de mal en pis.

## Fiche technique
- Titre original : Superstar
- Réalisation : Xavier Giannoli
- Scénario : Xavier Giannoli, Marcia Romano d'après le roman L'Idole de Serge Joncour
- Image : Christophe Beaucarne
- Décors : François-Renaud Labarthe
- Costumes : Nathalie Benros
- Son : François Musy, Gabriel Hafner
- Montage : Célia Lafite-Dupont
- Musique : Mathieu Blanc-Francard
- Superviseur musical : Pascal Mayer
- Production : Edouard Weil
- Sociétés de production : Rectangle Productions, Wild Bunch, Studio 37, France 3 Cinéma, Scope Pictures, Cinémage 5
- Société(s) de distribution :

 France : Wild Bunch Distribution
- Pays d'origine :  France
- Budget : 9 960 000 euros[2]
- Langue : français
- Format : couleur
- Genre : comédie dramatique
- Durée : 112 minutes
- Tournage : février à mi-avril 2011, principalement à Paris.
- Date de sortie : 
  - France : 29 août 2012

## Distribution
- Kad Merad : Martin Kazinski, la superstar malgré lui
- Cécile de France : Fleur Arnaud, la journaliste
- Louis-Do de Lencquesaing : Jean-Baptiste, le patron et l'amant de Fleur
- Cédric Ben Abdallah : Alban, l'animateur de télévision
- Alberto Sorbelli : lui-même
- Pierre Diot : Morizot, l'avocat
- Christophe Kourotchkine : Fabrice
- Stéphan Wojtowicz : Edouard Laurence, le patron de la chaîne de télé
- Garba Tounkara : Saia, le rappeur
- Ariane Brodier : Marion
- Hervé Pierre : Docteur Barreinbhom
- Romain Medioni : Artiste Philomène
- Mathias Camberlein : Julien
- Jean-Pierre Malignon : Malivert
- Michaël Abiteboul et Fabien Orcier : les collègues de Martin
- Frédéric Épaud, Yvon Martin, Alban Aumard et Bertrand Constant : les journalistes TV
- Élise Caron : Valérie
- Joffrey Verbruggen : Malone
- Éric Fortère : Dominique
- Béatrice de Staël : l'animatrice de l'exposition à la mairie
- Jean-Pierre Lazzerini : le caméraman de la mairie
- Aurore Broutin : l'employée de la mairie
- Tarik Lamli
- Walid Bouslamti
- François Bureloup

## Autour du film
- Tourné de fin février à mi-avril 2011, le film devait, à l'origine, s'intituler Talk-Show[3].
- Quelques jours après la sortie du film, le comédien Jean-Pierre Lazzerini décède d'une crise cardiaque le 3 septembre 2012, alors qu'il se trouvait dans sa chambre d'hôtel pour le festival Off-Courts de Trouville-sur-Mer[4].

## Polémique
Lors d'une émission diffusée sur France inter le 7 juillet 2013, le réalisateur, qui était en relation avec l'agent de Woody Allen avant le début du tournage, déclare de troubles ressemblances avec l'un des arcs narratifs du film To Rome with Love et souligne qu'il n'a pas entamé d'action en justice du fait de l’évidence du coût de la procédure.